# Martin Atkinson
Martin Atkinson (Dewsbury, 1971. március 31.–) angol nemzetközi labdarúgó-játékvezető. Polgári foglalkozása rendőr, hivatásos játékvezető.

## Pályafutása
A játékvezetésből 16 évesen 1986-ban sikeresen vizsgázott, majd a területi bajnokságokban kezdte szolgálatát. Az FA Játékvezető Bizottságának (JB) minősítésével 1998–2000 között – az angol gyakorlatnak megfelelően – a Football League asszisztense, alacsonyabb osztályok játékvezetője. 2000–2003 között a Premier League partbírója, alacsonyabb osztályok bírója. 2003–2005 között a Football League, 2005-től a Premier League bírója. Foglalkoztatására jellemző, hogy a 2009–2010-es szezonban 48 mérkőzést vezetett, ami angol játékvezetői csúcsot jelent. Küldési gyakorlat szerint rendszeres 4. bírói szolgálatot is végez. Vezetett Football League/Premier League mérkőzéseinek száma: 439 (2003–2014). Vezetett kupadöntők száma: 4 (2014).
A FA JB küldésére több kupadöntőt vezetett.
| Időpont             | Helyszín                    | Mérkőzés típusa                | Mérkőzés                              | Eredmény | Nézők száma |
| ------------------- | --------------------------- | ------------------------------ | ------------------------------------- | -------- | ----------- |
| 2006. augusztus 13. | Millennium Stadion, Cardiff | FA Community Shield döntő      | Chelsea FC–Liverpool FC               | 1 – 2    | 56 275      |
| 2008. május 10      | Wembley Stadion, London     | FA Trophy Kupa döntő           | Ebbsfleet United FC–Torquay United FC | 1 – 0    | 40 186      |
| 2011. május 14.     | Wembley Stadion, London     | FA-kupa döntő                  | Manchester City FC–Stoke City FC      | 1 – 0    | 88 643      |
| 2014. március 2.    | Wembley Stadion, London     | Angol labdarúgó-ligakupa döntő | Manchester City–Sunderland AFC        | 3 – 1    | 84 697      |

### Nemzetközi játékvezetés
Az Angol labdarúgó-szövetség JB terjesztette fel nemzetközi játékvezetőnek, a Nemzetközi Labdarúgó-szövetség (FIFA) 2006-tól tartja nyilván bírói keretében. A FIFA JB központi nyelvei közül az angolt beszéli. Több nemzetek közötti válogatott (Labdarúgó-világbajnokság, Labdarúgó-Európa-bajnokság), Intertotó-kupa, UEFA-kupa és UEFA-bajnokok ligája klubmérkőzést vezetett, vagy működő társának 4. bíróként segített. Az UEFA JB 2008-tól az elit játékvezetők csoportjába sorolta. Az angol nemzetközi játékvezetők rangsorában, a világbajnokság-Európa-bajnokság sorrendjében  Graham Poll társaságában a 2. helyet foglalja el 19 találkozó szolgálatával. Európában a legtöbb válogatott mérkőzést vezetők rangsorában többed magával, 36 (2007. február 6.–2016. június 22.) találkozóval tartják nyilván.
A 2010-es labdarúgó-világbajnokságon, illetve a 2014-es labdarúgó-világbajnokságon a FIFA JB játékvezetőként alkalmazta. Selejtező mérkőzéseket az UEFA zónában vezetett.
| Időpont             | Helyszín                               | Mérkőzés típusa                     | Mérkőzés                            | Eredmény | Nézők száma |
| ------------------- | -------------------------------------- | ----------------------------------- | ----------------------------------- | -------- | ----------- |
| 2008. október 15.   | Stinadlech Stadion, Teplice            | (2010 vb) előselejtező (3. csoport) | Csehország–Szlovénia                | 1 – 0    | 15 220      |
| 2009. március 28.   | Központi Stadion, Podgorica            | (2010 vb) előselejtező (8. csoport) | Montenegró–Olaszország              | 0 – 2    | 10 500      |
| 2009. szeptember 9. | Ghencea Stadion, Bukarest              | (2010 vb) előselejtező (7. csoport) | Románia–Ausztria                    | 1 – 1    | 7 505       |
| 2009. október 14.   | HSH Nordbank Stadion, Hamburg          | (2010 vb) előselejtező (4. csoport) | Németország–Finnország              | 1 – 1    | 51 500      |
| 2012. szeptember 7. | Vaszil Levszki Nemzeti Stadion, Szófia | (2014 vb) előselejtező (B. csoport) | Bulgária–Olasz labdarúgó-válogatott | 2 – 2    | 12 993      |
| 2013. október 11.   | Amsterdam ArenA, Amszterdam            | (2014 vb) előselejtező (D. csoport) | Hollandia–Magyarország              | 8 – 1    | 52 027      |

A 2008-as labdarúgó-Európa-bajnokságon, a 2012-es labdarúgó-Európa-bajnokságon, valamint a 2016-os labdarúgó-Európa-bajnokságon az UEFA JB játékvezetőként foglalkoztatta.
| Időpont             | Helyszín                               | Mérkőzés típusa                     | Mérkőzés                                                   | Eredmény | Nézők száma |
| ------------------- | -------------------------------------- | ----------------------------------- | ---------------------------------------------------------- | -------- | ----------- |
| 2007. október 13.   | Zimbru Stadion, Chișinău               | (2008 eb) előselejtező (C. csoport) | Moldova–Törökország                                        | 1 – 1    | 10 500      |
| 2010. szeptember 3. | Råsunda Stadion, Solna                 | (2012 eb) előselejtező (E. csoport) | Svédország–Magyar labdarúgó-válogatott                     | 2 – 0    | 32 304      |
| 2011. szeptember 6. | Bilino Polje Stadion, Zenica           | (2012 eb) előselejtező (D. csoport) | Bosznia-Hercegovina–Fehéroroszország                       | 1 – 0    | 12 000      |
| 2011. október 7.    | Türk Telekom Arena, Isztambul          | (2012 eb) előselejtező (A. csoport) | Török labdarúgó-válogatott–Német labdarúgó-válogatott      | 1 – 3    | 49 532      |
| 2011. november 11   | Generali Arena, Prága                  | (2012 eb) rájátszás                 | Cseh labdarúgó-válogatott–Montenegrói labdarúgó-válogatott | 2 – 0    | 14 560      |
| 2014. október 14.   | Partizán Stadion, Belgrád              | (2016 eb) előselejtező (I. csoport) | Szerbia–Albánia                                            | 0 – 0    | 25 200      |
| 2014. november 15.  | Ernst Happel Stadion, Bécs             | (2016 eb) előselejtező (G. csoport) | Osztrák labdarúgó-válogatott–Oroszország                   | 1 – 0    | 47 500      |
| 2015. június 12.    | Gradski stadion u Poljudu, Split       | (2016 eb) előselejtező (H. csoport) | Horvátország–Olasz labdarúgó-válogatott                    | 1 – 1    | Zártkapuk   |
| 2016. június 12.    | Stade Pierre-Mauroy, Villeneuve-d’Ascq | csoportmérkőzés (C. csoport)        | Német labdarúgó-válogatott–Ukrajna                         | 2 – 0    | 43 035      |
| 2016. június 13.    | Parc Olympique Lyonnais, Lyon          | csoportmérkőzés (E. csoport)        | Belgium–Olasz labdarúgó-válogatott                         | 0 – 2    | 55 408      |
| 2016. június 25.    | Parc des Princes, Párizs               | egyik nyolcaddöntő                  | Wales–Észak-Írország                                       | 1 – 0    | 44 342      |

Az UEFA JB küldésére vezette az UEFA-bajnokok ligája találkozót, az Európa-liga döntőt. A 2009–2010-es UEFA-bajnokok ligája döntő mérkőzését irányító Howard Webb 4. (tartalék) játékvezetője lehetett. Az UEFA JB elvárása szerint játékvezetői sérülésnél továbbvezetheti a mérkőzést.
| Időpont            | Helyszín                          | Mérkőzés típusa           | Mérkőzés                                   | Eredmény | Nézők szám |
| ------------------ | --------------------------------- | ------------------------- | ------------------------------------------ | -------- | ---------- |
| 2008. augusztus 6. | Népstadion, Budapest              | előselejtező (2. forduló) | MTK Budapest FC–Fenerbahçe SK              | 0 – 5    |            |
| 2010. május 22.    | Santiago Bernabéu Stadion, Madrid | döntő                     | FC Bayern München–FC Internazionale Milano | 0 – 2    | 73 170     |

| Időpont         | Helyszín               | Mérkőzés típusa                | Mérkőzés                               | Eredmény | Nézők száma |
| --------------- | ---------------------- | ------------------------------ | -------------------------------------- | -------- | ----------- |
| 2015. május 27. | Nemzeti Stadion, Varsó | 2014–2015-ös Európa-liga döntő | FK Dnyipro Dnyipropetrovszk–Sevilla FC | 2 – 3    | 45 000      |

Az IFFHS (International Federation of Football History & Statistics) 1987-2011 évadokról tartott nemzetközi szavazásán 151, játékvezető besorolásával minden idők 83, legjobb bírójának rangsorolta, holtversenyben  Paolo Casarin, Carlos Velasco Carballo, Vojtěch Christov, Philip Don, Peter Fröjdfeldt, Nisimura Júicsi társaságában. A 2008-as szavazáshoz képest változatlan pozícióba van.